# 炳灵角蟾
炳灵角蟾（学名：Boulenophrys binlingensis）也称炳灵异角蟾，一种于中华人民共和国四川省洪雅县瓦屋山镇炳灵社区（原炳灵镇）发现的两栖动物，隶属于角蟾科布角蟾属。其种加词“binlingensis”意为“炳灵（瓦屋山镇）的”。

## 形态特征
炳灵角蟾雄蟾体长45～51毫米。身体背面皮肤光滑，体色变异较大，背面多呈灰棕色和灰褐色，有细肤棱，眶间三角形斑和背部的“X”或“V”形深褐色斑纹均镶有浅色细边；咽喉部为灰棕黑色，两侧和中央各有一条深色短纵纹，胸、腹部由浅色渐渡为深棕色，腹部两侧有宽的深褐色纵纹；腹后部及四肢腹面呈暗橘红色。

## 保护
本种于2023年被收录入《有重要生态、科学、社会价值的陆生野生动物名录》。